# MTV Europe Music Awards 2010

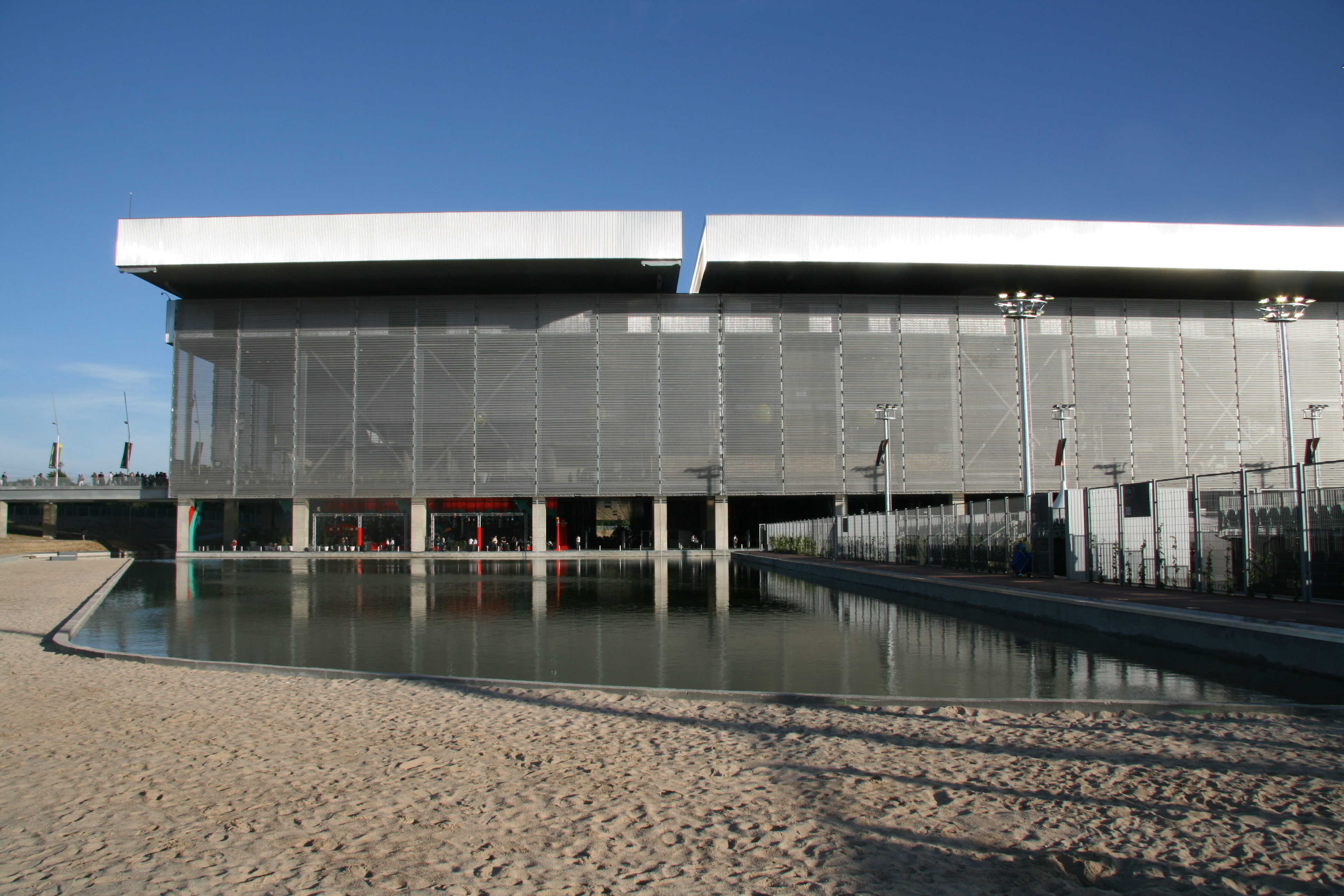
La Caja Mágica : lieu de la cérémonie

Les MTV Europe Music Awards 2010 ont eu lieu le 7 novembre 2010 à La Caja Mágica à Madrid. La cérémonie a été présentée par Eva Longoria. Les nominations ont été annoncées au cours du mois de septembre 2010 et celle pour les awards régionaux l'ont été le 18 octobre 2010. Katy Perry, Rihanna et Lady Gaga sont les artistes les plus nommés avec 5 nominations, suivie par Eminem, 4 puis Thirty Seconds to Mars et Muse avec 3 nominations. Justin Bieber est le présentateur numérique.

## Awards internationaux

### Meilleure chanson
- Eminem (featuring  Rihanna) — "Love the Way You Lie"
- Lady Gaga — Bad Romance (Vainqueur)
- Katy Perry (featuring Snoop Dogg) — "California Gurls"
- Rihanna — "Rude Boy"
- Usher (featuring  will.i.am) — "OMG"

### Meilleure vidéo
- 30 Seconds to Mars — "Kings and Queens"
- Eminem (featuring  Rihanna) — "Love the Way You Lie"
- Lady Gaga (featuring  Beyoncé) — "Telephone"
- Plan B — "Prayin"
- Katy Perry (featuring  Snoop Dogg) — California Gurls (Vainqueur)

### Meilleure artiste féminine
- Miley Cyrus
- Lady Gaga (Vainqueur)
- Katy Perry
- Rihanna
- Shakira

### Meilleur artiste masculin
- Justin Bieber (Vainqueur)
- Eminem
- Enrique Iglesias
- Usher
- Kanye West

### Révélation 2010
- B.o.B
- Justin Bieber
- Jason Derülo
- Ke$ha(Vainqueur)
- Plan B

### Meilleur artiste Pop
- Miley Cyrus
- Lady Gaga (Vainqueur)
- Katy Perry
- Rihanna
- Usher

### Meilleur artiste Rock
- 30 Seconds to Mars (Vainqueur)
- Kings of Leon
- Linkin Park
- Muse
- Ozzy Osbourne

### Meilleur artiste alternatif
- Arcade Fire
- Gorillaz
- The Gossip
- Paramore (Vainqueur)
- Vampire Weekend

### Meilleur artiste Hip-Hop
- Eminem(Vainqueur)
- Snoop Dogg
- T.I.
- Lil Wayne
- Kanye West

### Meilleur concert
- Bon Jovi
- Kings of Leon
- Lady Gaga
- Linkin Park (Vainqueur)
- Muse

### Meilleur concert World Stage
- 30 Seconds to Mars
- Gorillaz
- Green Day
- Muse
- Katy Perry
- Tokio Hotel(Vainqueur)

### Meilleur artiste MTV PUSH
- B.o.B
- Justin Bieber (Vainqueur)
- Alexandra Burke
- Jason Derülo
- The Drums
- Hurts
- Ke$ha
- Mike Posner
- Professor Green
- Selena Gomez & The Scene

### Meilleur artiste européen
- Afromental
- Dima Bilan
- Enrique Iglesias
- Inna
- Marco Mengoni(Vainqueur)

### Global Icon Award
- Bon Jovi [5]

### Free Your Mind
- Shakira

## Awards régionaux

### Meilleur artiste Royaume-Uni & Irlande
- Delphic
- Ellie Goulding
- Marina and the Diamonds
- Rox
- Tinie Tempah

### Meilleur artiste allemand
- Gentleman
- Jan Delay
- Xavier Naidoo
- Sido
- Unheilig

### Meilleur artiste danois
- Alphabeat
- Burhan G
- Medina
- Rasmus Seebach
- Turboweekend

### Meilleur artiste finlandais
- Amorphis
- Chisu
- Fintelligens
- Stam1na
- Jenni Vartiainen

### Meilleur artiste norvégien
- Casiokids
- Karpe Diem
- Susanne Sundfør
- Tommy Tee
- Lars Vaular

### Meilleur artiste suédois
- Kent
- Lazee
- Robyn
- Miike Snow
- Swedish House Mafia

### Meilleur artiste italien
- Malika Ayane
- Dari
- Marco Mengoni
- Sonohra
- Nina Zilli

### Meilleur artiste néerlandais et belge
- Caro Emerald
- The Opposites
- Stromae
- The Van Jets
- Waylon

### Meilleur artiste français
- Ben l'Oncle Soul
- David Guetta
- Phoenix
- Pony Pony Run Run
- Sexion d'Assaut

### Meilleur artiste polonais
- Afromental
- Agnieszka Chylińska
- Hey
- Mrozu
- Tede

### Meilleur artiste espagnol
- Enrique Iglesias
- Lori Meyers
- Najwa
- La Mala Rodríguez
- SFDK

### Meilleur artiste russe
- A-Studio
- Dima Bilan
- Noize MC
- Serebro
- Timati

### Meilleur artiste roumain
- Dan Bălan
- Connect-R
- Deepcentral
- Inna
- Edward Maya and Vika Jigulina

### Meilleur artiste portugais
- Deolinda
- Diabo na Cruz
- Legendary Tiger Man
- Nu Soul Family
- Orelha Negra

### Meilleur artiste adriatique
- Gramophonedzie
- Gibonni
- Leeloojamais
- Edo Maajka
- Negative

### Meilleur artiste arabe
- Joseph Attieh
- Mohamed Hamaki
- Khaled Selim

### Meilleur artiste hongrois
- Hősök
- Kiscsillag
- The Kolin[6]
- Nemjuci
- Neo

### Meilleur artiste ukrainien
- Alyosha
- Antibodies
- Max Barskih
- Dio.filmy
- Kryhitka

### Meilleur artiste grec
- Μelisses
- Sakis Rouvas
- Stavento[7]
- Myron Stratis
- Vegas

### Meilleur artiste israélien
- Sarit Hadad
- Infected Mushroom
- Karolina
- Ivri Lider
- Hadag Nahash

### Meilleur artiste suisse
- Baschi
- Greis
- Stefanie Heinzmann
- Lunik
- Marc Sway

### Meilleur artiste polonais, tchèque et slovaque
- Ewa Farna
- Aneta Langerová
- Rytmus
- Charlie Straight[8]
- Marek Ztracený

## Chanteurs
- Bon Jovi
- Miley Cyrus
- Ke$ha
- Kid Rock
- B.o.B (featuring Hayley Williams)
- Kings of Leon
- Linkin Park
- Katy Perry
- Plan B
- Rihanna
- Shakira
- Lady Gaga (featuring Beyoncé)

Source: performers

## Présentateurs
- Emily Osment
- The Dudesons
- Johnny Knoxville
- Paul "DJ Pauly D" DelVecchio
- Nicole "Snooki" Polizzi
- Evan Rachel Wood

Source: presenters